# Afrikaans kampioenschap voetbal vrouwen 2008
Het Afrikaans kampioenschap voetbal vrouwen 2008 (of CAF vrouwenkampioenschap) was de achtste editie van dit voetbaltoernooi voor landenteams.
Het was het derde toernooi dat tussen twee kwalificatietoernooien voor het wereldkampioenschap voetbal vrouwen werd georganiseerd. Equatoriaal-Guinea was voor de eerste maal gastland voor de eindronde. Drieëntwintig landen hadden zich voor deelname ingeschreven. Drie landen trokken zich na de loting terug voor deelname. De kwalificatie werd gespeeld middels thuis- en uitwedstrijden, de eindronde met groepswedstrijden en de afsluitende knock-outfase.
Na zeven keer de titel te hebben veroverd kwam Nigeria deze editie niet verder dan de derde plaats. Gastland Equatoriaal-Guinea nam de titel over door in de finale Zuid-Afrika met 2-1 te verslaan.

## Deelname
| Algerije          | Congo-Kinshasa     | Guinee    | Namibië  | Zambia      |
| Benin             | Egypte             | Ivoorkust | Nigeria  | Zimbabwe    |
| Botswana          | Equatoriaal-Guinea | Kameroen  | Senegal  | Zuid-Afrika |
| Burundi           | Eritrea            | Mali      | Tanzania |             |
| Congo-Brazzaville | Ghana              | Marokko   | Tunesië  |             |

## Kwalificatie
t.z.t. = trok zich terug 
Equatoriaal-Guinea was als gastland vrijgesteld voor de gehele kwalificatie. Zes landen (Congo-Kinshasa, Ghana, Kameroen, Mali, Nigeria en Zuid-Afrika) kregen vrije doorgang in de voorronde.

### Voorronde
| Datum | Team #1           | 1e  | 2e       | Team #2   | Datum |
| ----- | ----------------- | --- | -------- | --------- | ----- |
| 01/12 | Botswana          | 0-3 | 1-6      | Namibië   | 15/12 |
| 01/12 | Senegal           | 1-1 | 0-2      | Ivoorkust | 16/12 |
| 01/12 | Eritrea           | 2-3 | 0-1      | Tanzania  | 16/12 |
| 02/12 | Marokko           | 0-1 | 1-2      | Algerije  | 16/12 |
| 02/12 | Zimbabwe          | 3-1 | 3-2      | Zambia    | 16/12 |
|       | Congo-Brazzaville |     | t.z.t. > | Burundi   |       |
|       | Guinee            |     | t.z.t. > | Benin     |       |
|       | Tunesië           |     | t.z.t. > | Egypte    |       |

### Eerste ronde
| Datum | Team #1           | 1e  | 2e   | Team #2        | Datum |
| ----- | ----------------- | --- | ---- | -------------- | ----- |
| 22/02 | Namibië           | 0-3 | 1-10 | Nigeria        | 08/03 |
| 23/02 | Ivoorkust         | 1-1 | 0-3  | Ghana          | 08/03 |
| 23/02 | Tanzania          | 0-3 | 1-2  | Kameroen       | 08/03 |
| 23/02 | Zimbabwe          | 1-4 | 0-2  | Zuid-Afrika    | 08/03 |
| 24/02 | Algerije          | 0-0 | 1-2  | Tunesië        | 08/03 |
| 24/02 | Guinee            | 0-8 | 0-3  | Mali           | 08/03 |
| 24/02 | Congo-Brazzaville | 4-1 | 1-1  | Congo-Kinshasa | 08/03 |

## Eindronde

### Groepsfase

#### Groep A
| # | Land               | AW | W | G | V | PTN | V-T |
| - | ------------------ | -- | - | - | - | --- | --- |
| 1 | Equatoriaal-Guinea | 3  | 3 | 0 | 0 | 9   | 8-3 |
| 2 | Kameroen           | 3  | 2 | 0 | 1 | 6   | 3-2 |
| 3 | Congo-Brazzaville  | 3  | 1 | 0 | 2 | 3   | 3-6 |
| 4 | Mali               | 3  | 0 | 0 | 3 | 0   | 2-5 |

| Datum | Plaats | Team #1            | Uitslag | Team #2           |
| ----- | ------ | ------------------ | ------- | ----------------- |
| 15/11 | Malabo | Equatoriaal-Guinea | 1-0     | Kameroen          |
| 15/11 | Malabo | Congo-Brazzaville  | 1-0     | Mali              |
| 18/11 | Malabo | Kameroen           | 2-1     | Mali              |
| 18/11 | Malabo | Equatoriaal-Guinea | 5-2     | Congo-Brazzaville |
| 21/11 | Malabo | Equatoriaal-Guinea | 2-1     | Mali              |
| 21/11 | Bata   | Kameroen           | 1-0     | Congo-Brazzaville |

#### Groep B
| # | Land        | AW | W | G | V | PTN | V-T |
| - | ----------- | -- | - | - | - | --- | --- |
| 1 | Zuid-Afrika | 3  | 2 | 0 | 1 | 6   | 3-2 |
| 2 | Nigeria     | 3  | 1 | 2 | 0 | 5   | 2-1 |
| 3 | Ghana       | 3  | 1 | 1 | 1 | 4   | 4-4 |
| 4 | Tunesië     | 3  | 0 | 1 | 2 | 1   | 3-5 |

| Datum | Plaats | Team #1     | Uitslag | Team #2     |
| ----- | ------ | ----------- | ------- | ----------- |
| 16/11 | Bata   | Nigeria     | 1-1     | Ghana       |
| 16/11 | Bata   | Zuid-Afrika | 2-1     | Tunesië     |
| 19/11 | Bata   | Zuid-Afrika | 2-1     | Ghana       |
| 19/11 | Bata   | Nigeria     | 0-0     | Tunesië     |
| 22/11 | Bata   | Nigeria     | 1-0     | Zuid-Afrika |
| 22/11 | Malabo | Ghana       | 3-2     | Tunesië     |

### Knock-outfase

#### Halve finale
| Datum | Plaats | Team #1            | Uitslag | Team #2  |
| ----- | ------ | ------------------ | ------- | -------- |
| 25/11 | Malabo | Equatoriaal-Guinea | 1-0     | Nigeria  |
| 25/11 | Malabo | Zuid-Afrika        | 3-0     | Kameroen |

#### Om derde plaats
| Datum | Plaats | Team #1 | Uitslag      | Team #2  |
| ----- | ------ | ------- | ------------ | -------- |
| 10/11 | Malabo | Nigeria | 1-1 ns (5-4) | Kameroen |

#### Finale
| Datum | Plaats | Winnaar            | Uitslag | Finalist    |
| ----- | ------ | ------------------ | ------- | ----------- |
| 11/11 | Malabo | Equatoriaal-Guinea | 2-1     | Zuid-Afrika |

## Kampioen
| Afrikaans kampioenschap vrouwenvoetbal 2008 |
| ------------------------------------------- |
| EQUATORIAAL-GUINEA 1ste titel               |

1991 ·
1995 · 
1998 · 
2000 · 
2002 · 
2004 · 
2006 · 
2008 · 
2010 ·
2012 ·
2014 ·
2016 ·
2018 ·
2022